# Maxillaria cordyline
Maxillaria cordyline är en orkidéart som först beskrevs av Heinrich Gustav Reichenbach, och fick sitt nu gällande namn av Dodson. Maxillaria cordyline ingår i släktet Maxillaria och familjen orkidéer. Inga underarter finns listade i Catalogue of Life.